# Ifè (langue)
Pour les articles homonymes, voir Ife.
L’ifè est une langue ede de la branche bénoué-congolaise de la famille des nigéro-congolaise, parlée au Bénin et au Togo.

## Nom
L’ifè est aussi appelé ana, ana-ifé, anago, baate, ede ife.

## Utilisation
Il est parlé à la maison comme au travail par des personnes de tous âges, qui se servent également du français, du yoruba et de l'éwé, et est utilisé comme langue seconde par les locuteurs de l’aguna, de l’anii, du bago-kusuntu, du kpessi et du nago septentrional .
Le taux d'alphabétisation pour les personnes ayant l’ifè comme langue maternelle est de 3 à 15 %, et de 15 % pour ceux l’ayant appris comme langue seconde..
Une littérature ifè existe ainsi que des vidéos et des émissions de radio.

### Localisation
Au Togo, l’ifè la langue autochtone parlée à Kaboli, dans l’Est de la Préfecture de Tchamba de la Région centrale, ainsi que dans les préfectures de l’Anié, de l’Est-Mono, et de l’Ogou ( à Atakpamé, Datcha, Glei, Akpare, Katore et Kamina) de la Région des plateaux, ainsi que dans certaines localités de la préfecture du Yoto (Esse Ana) dans la Région Maritime.
Atakpame, chef-lieu de la Région des Plateaux est le principal centre des Ife.
Au Bénin la langue ifè est parlée essentiellement dans l'ouest savalou qui est composé de 5 arrondissements actuellement (Tchetti, Doume, Ottola, Djaloukou et Lema) ; elle est aussi parlée à la radio communautaire basé à Tchetti (radio "Oré ofè"). La langue est parlée partiellement à Savalou centre et un peu dans la commune de Bantè et de Djidja bien sûr dans quelques villages pas un nombre significatif dans ces communes (Bantè et Djidja).

## Dialectes
Il existe les dialectes tschetti, djama et dadja,.

## Caractéristiques
L’ifè à une similarité lexicale de 78 % avec le yoruba de Porto-Novo et de 87 à 91 % avec le nago septentrional.

## Écriture
| a | b | dz | ɖ | e | ɛ | f | g | h | i | k | l | m | n | ny | ŋ | o | ɔ | p | r | s | t | ts | u | w | y |

La nasalisation est indiquée à l’aide du tilde sur la voyelle nasalisée : ‹ ã, ɛ̃, ĩ, ɔ̃, ũ ›.
Le ton haut est indiqué avec l’accent aigu et le ton bas avec l’accent grave.